# Sistema ciberfísico
Un sistema ciberfísico o CPS (siglas del inglés cyber-physical system) es un mecanismo (sistema físico) controlado o monitorizado por algoritmos basados en computación y estrechamente integrados con internet. En los sistemas ciber-físicos, los componentes físicos y de software están profundamente entrelazados, donde cada elemento opera en diferentes escalas espaciales y temporales, exhibiendo múltiples comportamientos, e interaccionando entre ellos de innumerables formas que cambian con el contexto. Los ejemplos de CPS incluyen al sistema de red eléctrica inteligente, sistemas de automóvil autónomo, sistemas de monitorización médica, sistemas de control de procesos, monitorización de procesos de fabricación, monitorización de infraestructuras y carreteras, sistemas de robótica, domótica y pilotos automáticos aeronáuticos.
El CPS implica un enfoque multidisciplinario, fusionando la teoría de la cibernética, con la mecatrónica y con la ciencia de diseño y de proceso. El control de los procesos es a menudo derivado a sistemas embebidos. En los sistemas embebidos se tiende a poner más énfasis en los elementos computacionales, y menos en la relación entre los elementos computacionales y físicos. CPS es también similar al Internet de las cosas (IoT) compartiendo la misma arquitectura básica, no obstante, CPS presenta una combinación más alta y coordinación entre elementos físicos y computacionales.
Los precursores de los sistemas ciber-físicos pueden ser encontrados en diversas áreas como la aeroespacial, la automotriz, procesos químicos, infraestructura civil, energía, salud, Manufactura, transporte, diversión, y electrodomésticos.

## Visión general
A diferencia de los sistemas embebidos tradicionales, un CPS de pleno derecho está típicamente diseñado como red de elementos que interaccionan entre sí con entradas y salidas físicas en vez de hacerlo con dispositivos aislados. La idea está estrechamente ligada a los conceptos de robótica y redes de sensores, los que son controlados y supervisados por mecanismos de inteligencia propios del campo de la Inteligencia artificial. Los continuos avances en la ciencia y la ingeniería mejorarán la relación entre elementos computacionales y físicos que mediante mecanismos inteligentes incrementaran dramáticamente la adaptabilidad, autonomía, eficacia, funcionalidad, fiabilidad, seguridad, y usabilidad de los sistemas ciber-físicos.
Esto ampliará el potencial de los sistemas ciber-físicos en varias dimensiones, incluyendo: intervención (p. ej., prevención de colisión); precisión (p. ej., cirugía robótica y fabricación de nivel nano-tecnológico ); operación en entornos peligrosos o inaccesibles (p. ej., búsqueda y rescate, extinción de incendios, y exploración de mar abisal); coordinación (p. ej., control de tráfico aéreo, guerra); eficacia (p. ej., edificios de energía neta cero); y mejora de capacidades humanas (p. ej., monitoreo de salud).